# Ветерлі (Пенсільванія)
Ветерлі (англ. Weatherly) — місто (англ. borough) в США, в окрузі Карбон штату Пенсільванія. Населення — 2541 особа (2020).

## Географія
Ветерлі розташоване за координатами 40°56′31″ пн. ш. 75°49′15″ зх. д. / 40.94194° пн. ш. 75.82083° зх. д. (40.942015, -75.820920).  За даними Бюро перепису населення США в 2010 році місто мало площу 7,72 км², уся площа — суходіл.

## Демографія
Згідно з переписом 2010 року, у селищі мешкало 2525 осіб у 986 домогосподарствах у складі 630 родин. Густота населення становила 327 осіб/км².  Було 1123 помешкання (146/км²).
Расовий склад населення:
| - 96,6 % — білих - 0,6 % — чорних або афроамериканців - 0,4 % — азіатів - 0,1 % — корінних американців |

До двох чи більше рас належало 1,7 %. Частка іспаномовних становила 2,5 % від усіх жителів.
За віковим діапазоном населення розподілялося таким чином: 19,8 % — особи молодші 18 років, 55,2 % — особи у віці 18—64 років, 25,0 % — особи у віці 65 років та старші. Медіана віку мешканця становила 46,1 року. На 100 осіб жіночої статі у селищі припадало 85,0 чоловіків;  на 100 жінок у віці від 18 років та старших — 83,8 чоловіків також старших 18 років.
Середній дохід на одне домашнє господарство  становив 53 404 долари США (медіана — 46 991), а середній дохід на одну сім'ю — 64 814 долари (медіана — 55 272). Медіана доходів становила 46 500 доларів для чоловіків та 31 607 доларів для жінок. За межею бідності перебувало 10,8 % осіб, у тому числі 14,3 % дітей у віці до 18 років та 12,1 % осіб у віці 65 років та старших.
Цивільне працевлаштоване населення становило 1115 осіб. Основні галузі зайнятості: освіта, охорона здоров'я та соціальна допомога — 29,7 %, виробництво — 22,9 %, транспорт — 8,7 %, роздрібна торгівля — 8,5 %.